# Schlacht um ar-Raqqa
Die Schlacht um ar-Raqqa war eine unter dem Codenamen Operation Zorn des Euphrats (arabisch عملية غضب الفرات, DMG ʿamalīyat ġaḍab al-Firāt, englisch Operation Wrath of Euphrates)  von Mai 2016 bis Oktober 2017 stattfindende militärische Großoffensive zur Rückeroberung der syrischen Stadt ar-Raqqa aus den Händen der terroristisch agierenden sunnitischen Miliz Islamischer Staat (IS), die die Stadt im Syrischen Bürgerkrieg 2013 unter ihre Kontrolle gebracht hatte. Gegen den IS kämpfen die Demokratischen Kräfte Syriens (SDF), die aus kurdischen, assyrisch-christlichen, sunnitischen und schiitischen Milizionären bestehen und von US-amerikanischen Einheiten und Kampfflugzeugen der internationalen Anti-IS-Koalition unterstützt werden.

## Vorgeschichte

Nördliche Raqqa-Offensive

Ar-Raqqa ist eine strategisch bedeutende Stadt im Norden Syriens am Ufer des Euphrat. In der ersten Jahreshälfte 2016 war die Stadt ar-Raqqa eine Hochburg der IS-Terrormiliz. Ende Mai startete eine Großoffensive der unter anderem von den USA unterstützten Demokratischen Kräfte Syriens (SDF) gegen die Terrororganisation. Anfang November 2016 begannen 30.000 Kämpfer der kurdisch-arabischen SDF mit dem direkten Angriff gegen ar-Raqqa. Den Oberbefehl hatte die kurdische Kommandeurin Rojda Felat. Im April 2017 hielten sich in Raqqa nach Schätzungen noch etwa 100.000 Zivilisten und 5000 IS-Kämpfer auf, darunter 1500 ausländische Freiwillige.

## Verlauf
Im Mai 2017 erreichten die kurdischen Streitkräfte die äußeren Stadtgrenzen von ar-Raqqa im Norden der Stadt. Zur Verteidigung der Stadt fluteten die IS-Kämpfer tiefer gelegene westliche Stadtteile im Außenbezirk, um den Vormarsch kurdischer Verbände zu stoppen. Bis Anfang Juni 2017 flüchteten rund 10.000 Menschen aus der Stadt in ein nördlich gelegenes Lager, das unter anderem von der Organisation Ärzte ohne Grenzen betreut wurde. Am Morgen des 6. Juni 2017 begannen die Demokratischen Kräfte Syriens (SDF) mit Luftunterstützung der US-geführten Internationalen Allianz gegen den Islamischen Staat mit der Stürmung der Stadt. Am nördlichen und östlichen Stadtrand setzten laut der Syrischen Beobachtungsstelle für Menschenrechte heftige Kämpfe ein. Wie  ein Sprecher des Rebellenbündnisses berichtete, wurde der IS von drei Richtungen aus angegriffen. Die Einheiten rückten vom Norden, Westen und Osten her auf die Stadt vor.
Nach zweitägigen Kämpfen eroberten die SDF am 11. Juni 2017 den Bezirk ar-Rumaniya westlich von ar-Raqqa und eröffneten damit eine zweite Front innerhalb der Stadt. Dabei töteten sie zwölf Kämpfer des IS, während der begleitenden Luftangriffe der US-geführten Koalition starben auch Zivilisten. Die SDF-Kämpfer kontrollierten bereits den Stadtteil al-Mashalab und drangen in das Viertel Sabahiyya ein. Innerhalb von ar-Raqqa hielten sich etwa 4.000 IS-Kämpfer auf, die sich weitestgehend im Norden der Stadt konzentrierten. Die Zugänge im Westen und Osten von ar-Raqqa wurden nur leicht vom IS verteidigt. Über Monate hinweg hatten die SDF ar-Raqqa belagert, um die Offensive vorzubereiten. Die syrische Armee nahm beim Kampf gegen den IS westlich von ar-Raqqa etliche Dörfer und eine wichtige Verbindungsroute ein. Mit der Offensive wurde der IS überrascht. Die in Großbritannien ansässige Syrische Beobachtungsstelle für Menschenrechte berichtete von entsprechenden Geländegewinnen. Das Gebiet war für den IS von besonderer Bedeutung, da er von dort aus Ortschaften und Straßen angreifen konnte, die sich unter der Kontrolle der syrischen Armee befanden. Zudem erreichten Kämpfer der SDF am 12. Juni vom Osten her die Mauern der Altstadt von ar-Raqqa. In dem Einsatzgebiet verfügte der IS über seine Hauptquartiere. Zudem hielten sich dort zwischen 2.500 und 5.000 IS-Kämpfer auf. Nach Angaben der Vereinten  Nationen waren in ar-Raqqa etwa 160.000 Menschen eingeschlossen, die zunehmend auch Opfer der US-geführten Luftangriffe wurden.
Am 29. Juni hatten SDF-Verbände den Ring um die Stadt komplett geschlossen und kontrollierten etwa 15 % des Stadtgebietes. Am 4. Juli gelang es den Angreifern erstmals, in die Altstadt vorzudringen. Zuvor waren zwei jeweils 25 Meter lange Teile der Stadtmauer durch Bombardements der Koalitionstruppen zerstört worden.
Anfang September 2017 gelang es den SDF, die Altstadt von ar-Raqqa zu befreien. Mitte Oktober 2017 verließen die meisten der verbliebenen IS-Kämpfer die Stadt nach einer Vereinbarung; einige Kämpfer verblieben und hielten 400 Geiseln in einem Krankenhaus gefangen.
Die letzten syrischstämmigen Kämpfer des IS in der Stadt gaben nach den Verhandlungen auf und wurden kurz vor dem Ende der Kämpfe mit Zivilisten abtransportiert. Von den Resten der IS-Einheiten mit ausländischen Freiwilligen, die von der Vereinbarung ausgeschlossen waren, wurde zunächst angenommen, dass sie in den Kämpfen untergingen. Bei der Stürmung des IS-Hauptquartiers im Krankenhaus wurden 22 IS-Kämpfer getötet. Damit waren am 17. Oktober 2017 mit dem Krankenhaus und dem Stadion die letzten Bastionen des IS gefallen. Der SDF gab anschließend das Ende der Kämpfe bekannt.
Später stellte sich heraus, dass fast 3750 Personen die Stadt unter dem Schutz der Vereinbarung verlassen hatten, darunter auch viele ausländische IS-Kämpfer. Während sich viele dieser Kämpfer in die verbliebenen IS-Gebiete im Osten Syriens begaben, hätten sich andere mit Hilfe von Schleusern in die Türkei abgesetzt.

## Bildergalerie

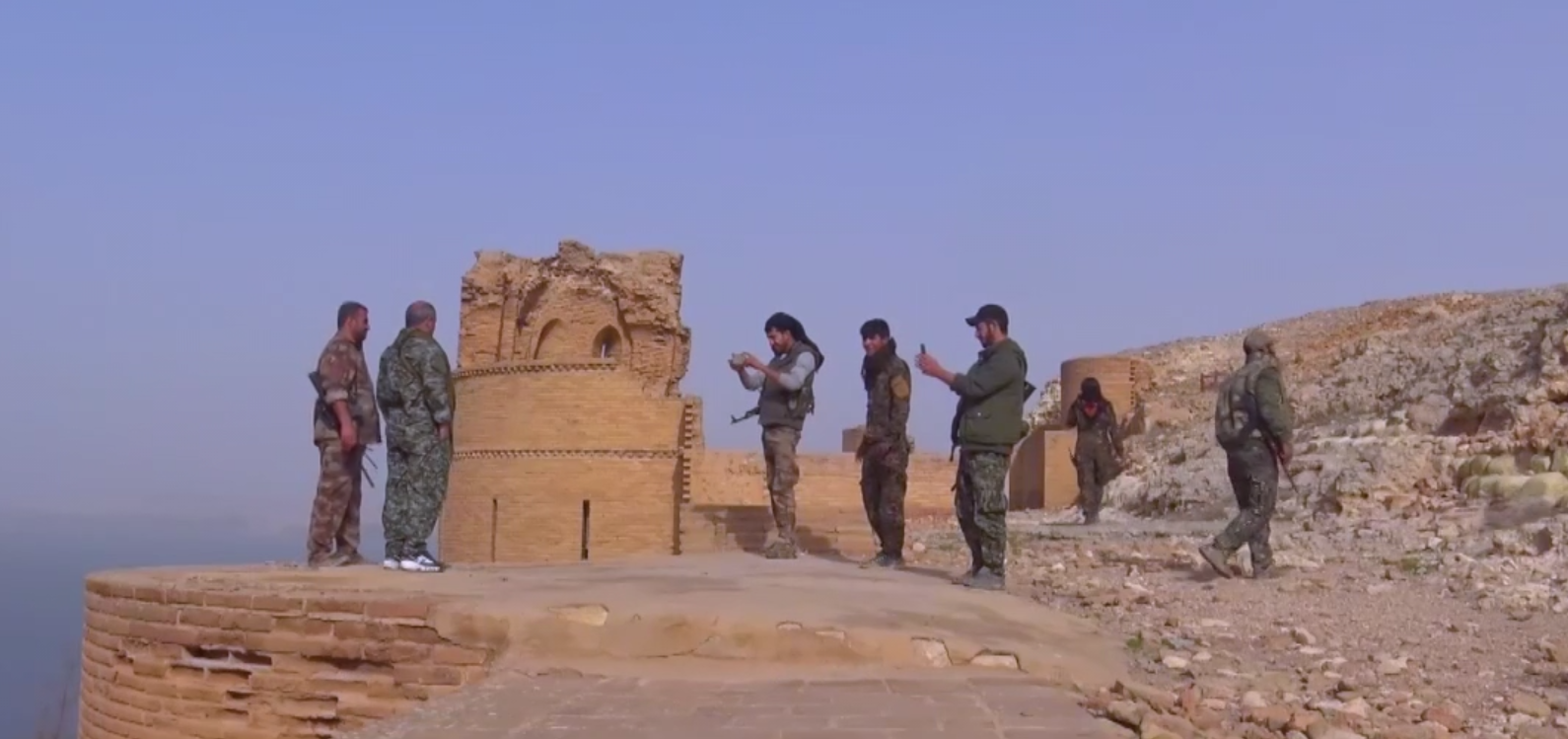
SDF-Kämpfer in der ehemals türkischen Exklave Caber Kalesi (10. Januar 2017)
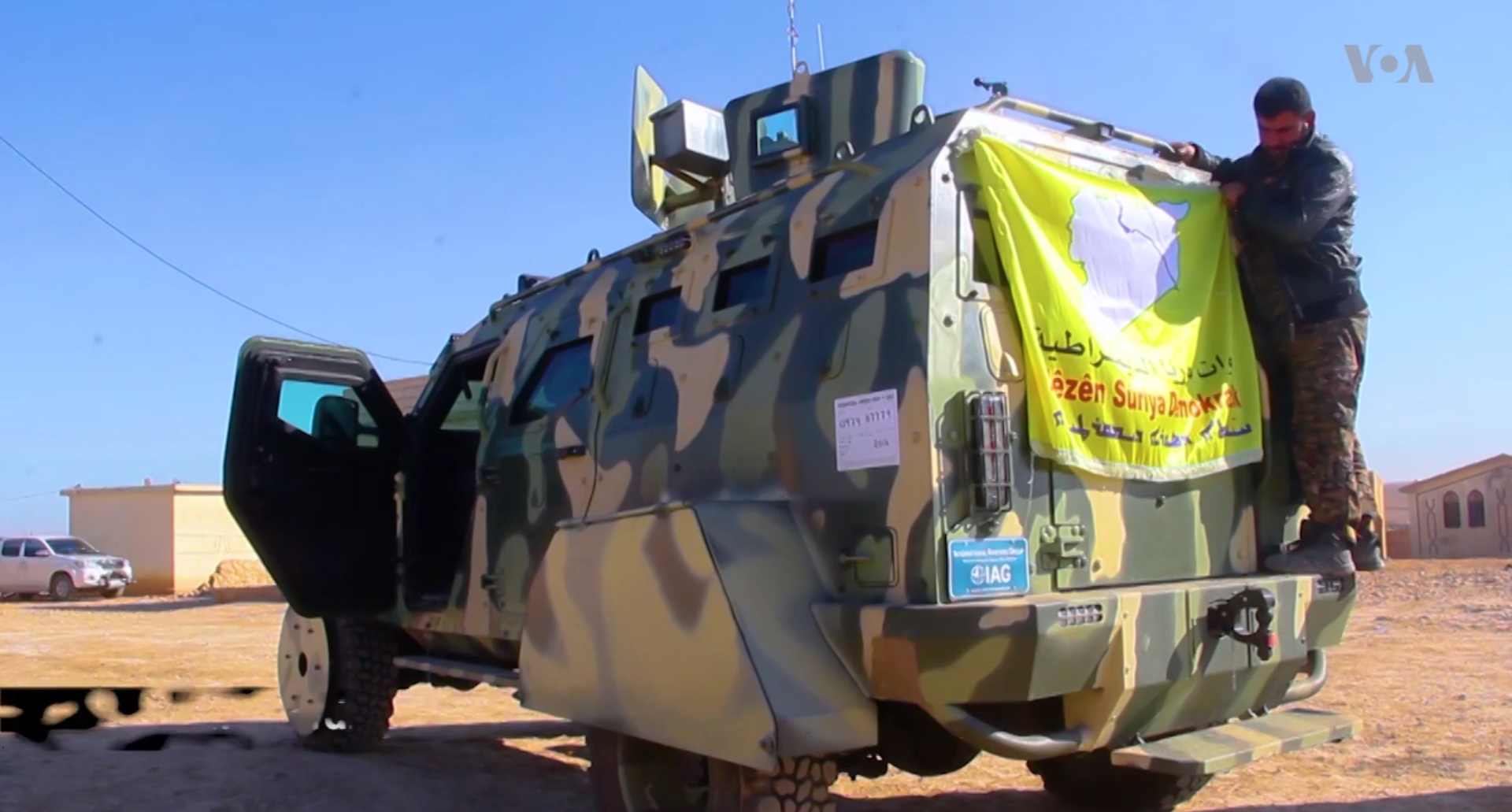
Ein kurdischer Kämpfer befestigt eine Flagge der SDF
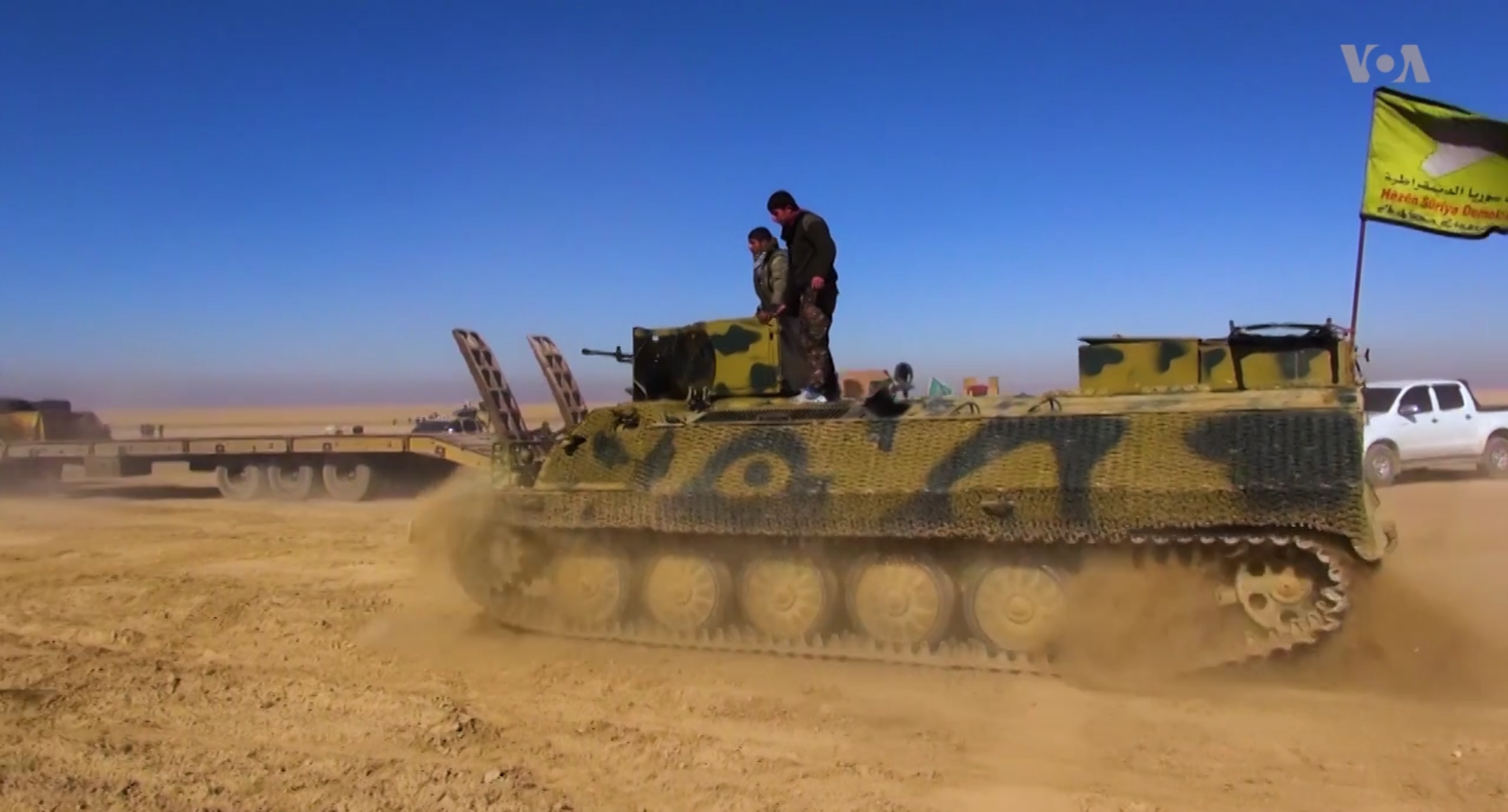
Ein MT-LB an der SDF während der Offensive
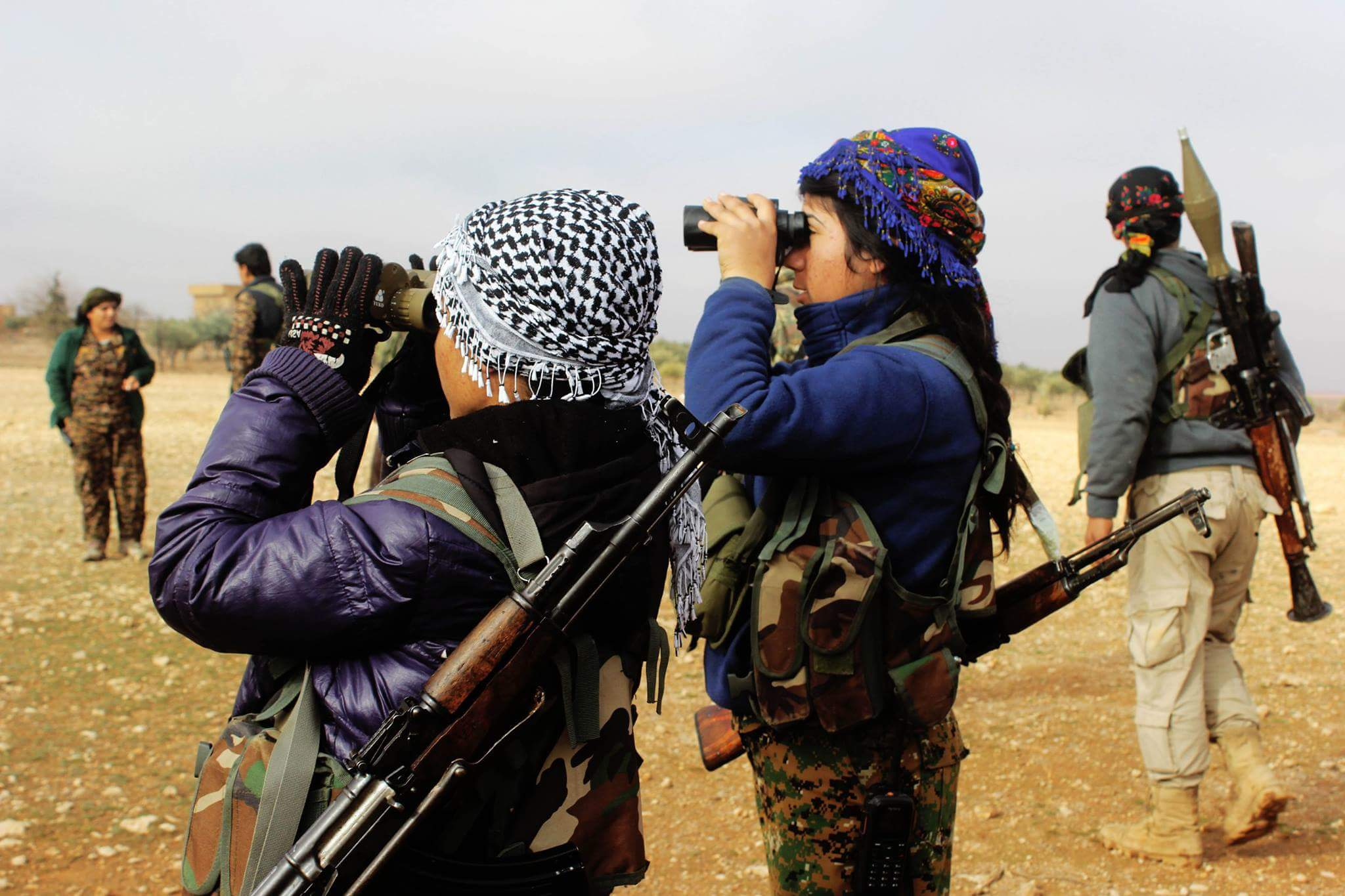
YPJ-Kämpferinnen (7. Februar 2017)
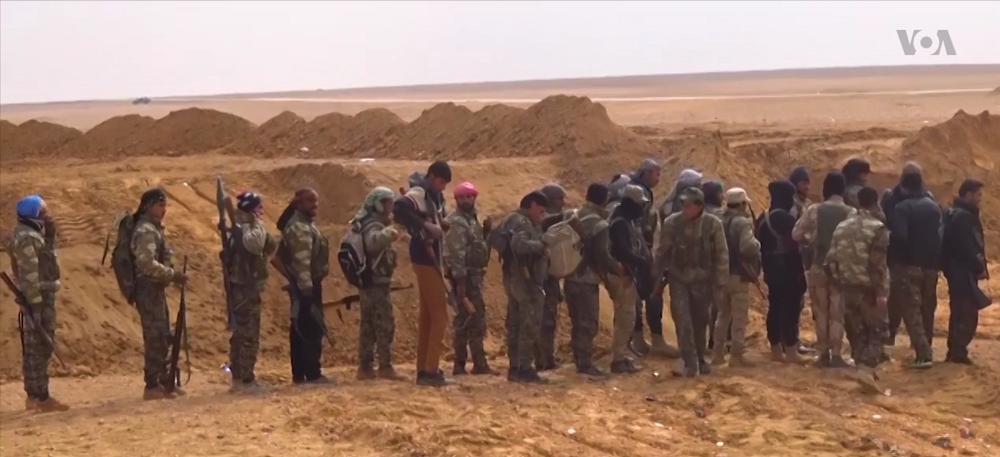
Kämpfer des Militärrates von Deir ez-Zor (9. März 2017)
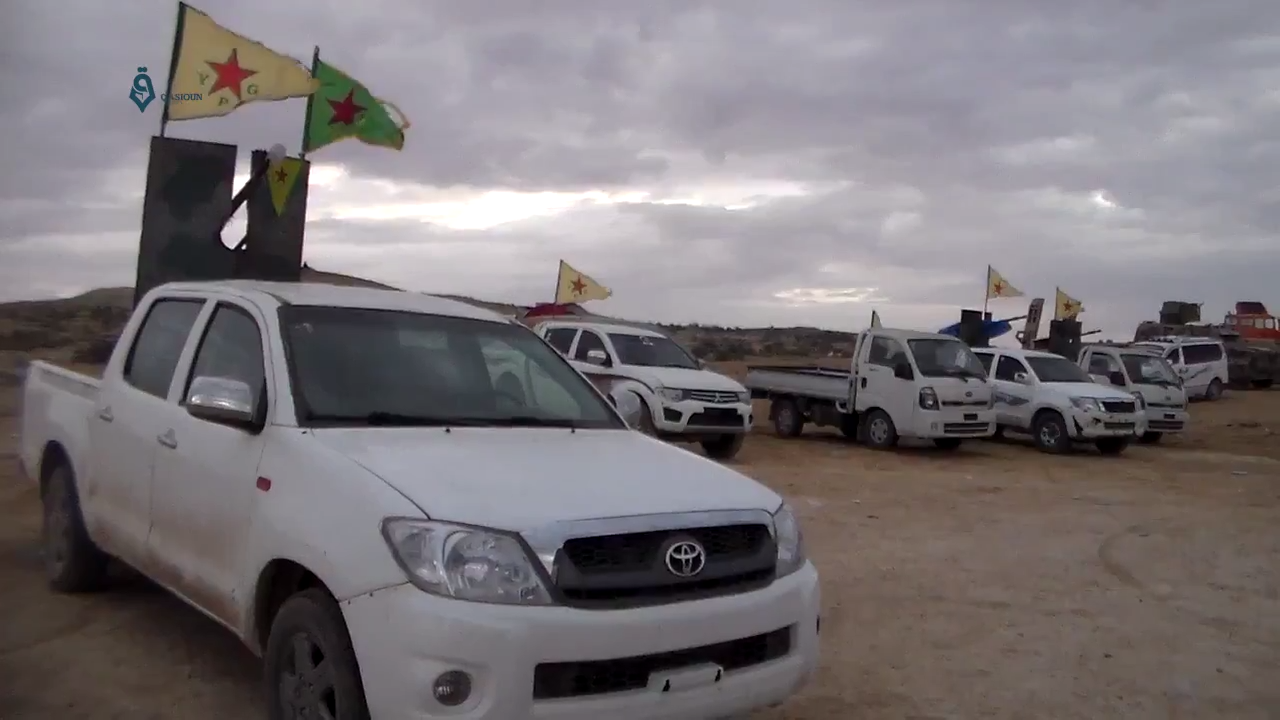
Toyota Hilux und weitere Wagen der YPG und der YPJ nahe Tabqa (9. April 2017)